# Catedral de Valdivia
La catedral Nuestra Señora del Rosario de Valdivia, más conocida como la catedral de Valdivia, es la iglesia catedral de la diócesis de Valdivia, construida en el centro de la homónima ciudad de Valdivia.

## Descripción

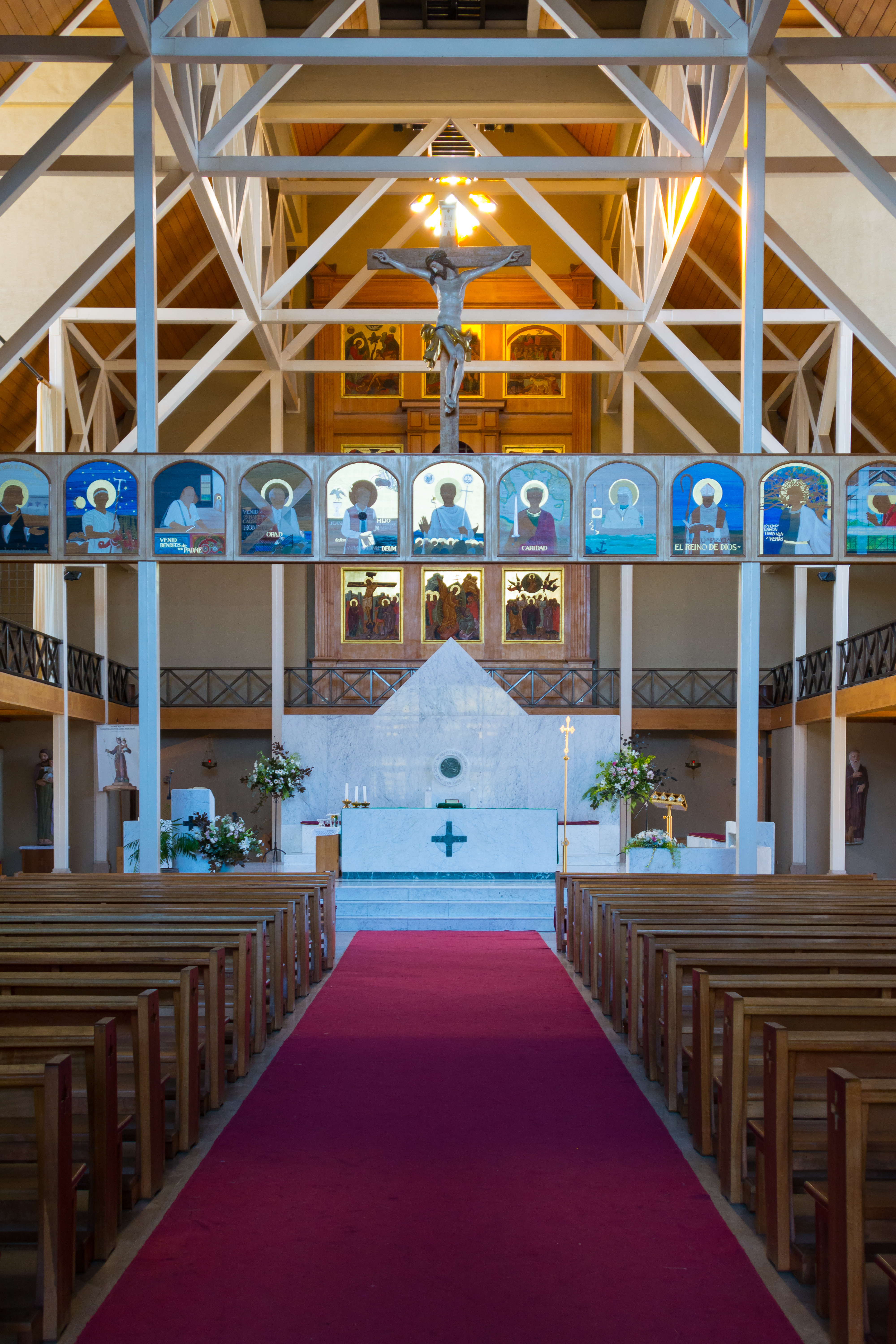
Interior de la catedral.

La catedral de Valdivia se encuentra ubicada en un costado de la plaza de la República, en el centro de la ciudad. El edificio de la catedral alberga actualmente, en su segundo piso, el Templo Catedral; en su primer piso, una capilla donde se celebra la Eucaristía, la Cripta de los Obispos, un salón velatorio y las oficinas y dependencias de la Parroquia Nuestra Señora del Rosario; y en el zócalo, un Museo que conserva distintos objetos religiosos.
La forma de la actual construcción corresponde a una propuesta que se debate en torno a dos principios: por una parte sus referencias contextuales, como la torre del campanario, que con sus 50 metros de alto yergue reproduciendo una superposición de dos naves: una capilla “diaria” en el piso inferior y la Catedral, propiamente tal, en el nivel superior. 
Exteriormente asemeja una estrecha nave con techos a dos aguas, a la que se adosan volúmenes menores que apenas afectan su forma, así tenemos las naves laterales; las naves transversales; una especie de marco al frente y otro similar que hace ábside. El elemento protagónico de este edificio es la torre del campanario, que a la manera de una aguja gótica se eleva formando con su cuerpo una suerte de esqueleto estructural. 
Se trata de una Iglesia en cruz latina, que respeta en gran medida la disposición espacial propia de este tipo de edificio: una nave principal, flanqueada por intercolumnios que dividen las naves laterales que conforman el transepto ocupado por el presbiterio.

## Historia

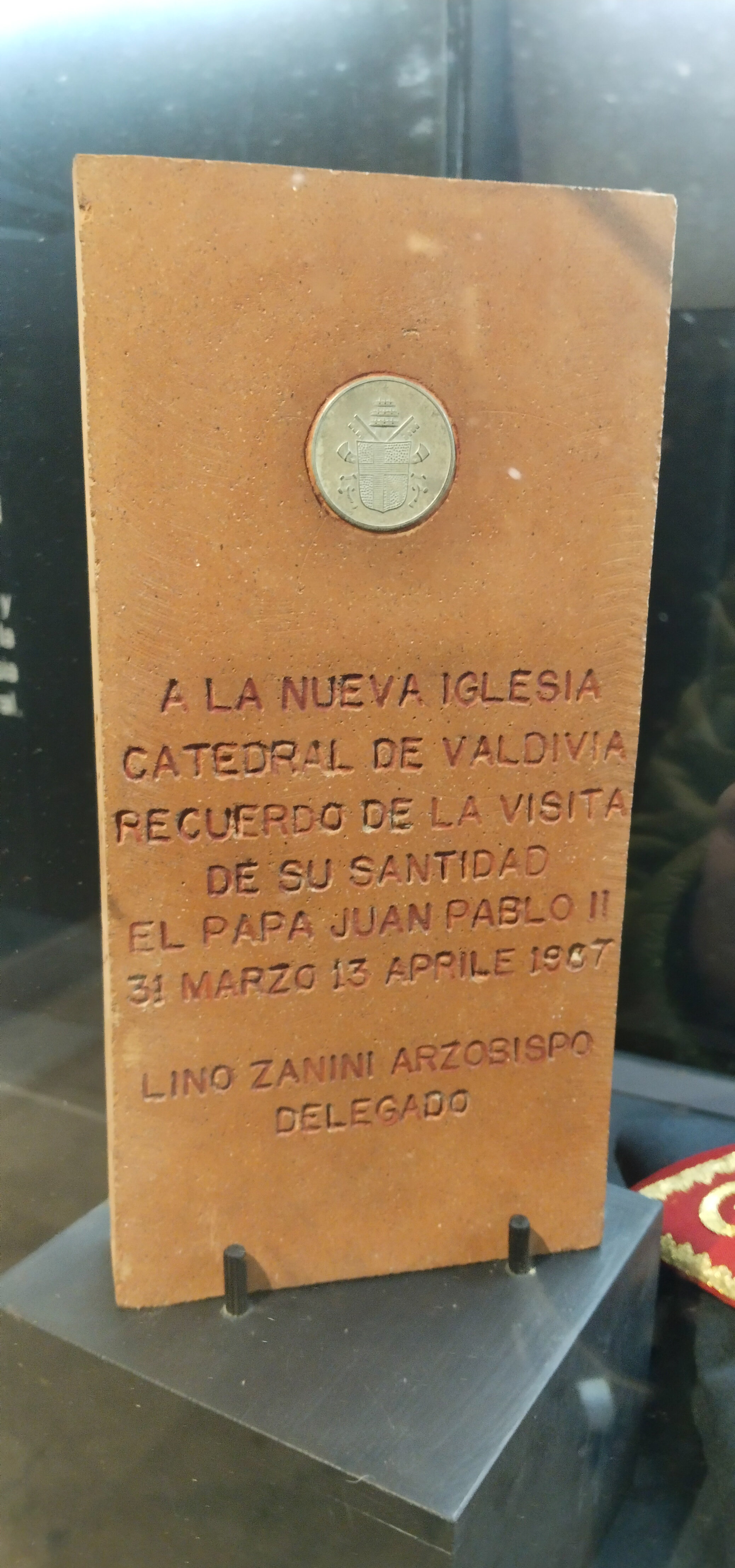
Placa conmemorativa de la visita del papa Juan Pablo II en 1987.

La catedral está erigida en el lugar donde han estado ubicados los principales templos católicos de la ciudad, siendo la decimotercera Iglesia principal que ha tenido la ciudad de Valdivia. Los distintos cataclismos que ha sufrido la ciudad destruyeron muchas veces su principal templo. El terremoto de 1960 destruyó completamente la anterior catedral, construida en 1911; de esta construcción solamente quedó una especie de morro, en el que se levantó un pequeño campanario. 
Toda la comunidad valdiviana, independientemente de sus creencias religiosas, se volcó a la misión de conseguir los fondos para reconstruir la Catedral; contando con apoyo extranjero. 
La primera piedra para la catedral fue traída por el papa Juan Pablo II, cuando visitó Chile en 1987 y bendecida por el mismo sumo pontífice. Su construcción comenzó en 1988 y fue encargada a una comisión integrada por personas de distintos credos religiosos, que encabezó el padre Gabriel Guarda O.S.B. La obra se demoró diez años y estuvo a cargo de los arquitectos Jorge Swinburn P., Jorge Swinburn R. y Álvaro Pedraza, y el constructor fue Carlos Zarges. El 9 de octubre de 1998 se inauguró con la presencia del delegado papal, monseñor Angelo Sodano, secretario de Estado de la Santa Sede, y el presidente de Chile, Eduardo Frei Ruíz-Tagle.
Junto con la Catedral, el Padre Guarda gestiona un museo eclesiástico, que se encuentra en el sub-suelo